# Thomas M. Waller

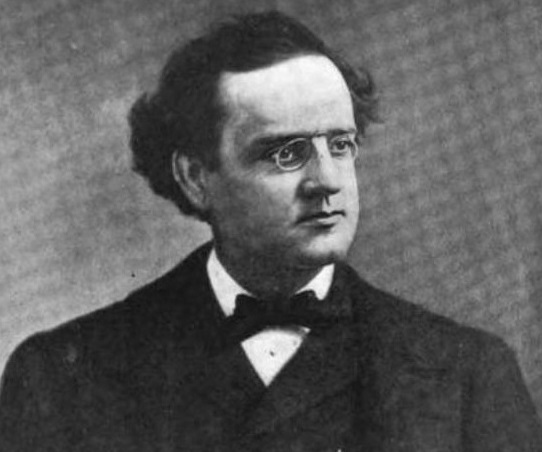
Thomas M. Waller

Thomas MacDonald Waller (* 1. Januar 1840 in New York City; † 24. Januar 1924 in New London, Connecticut) war ein US-amerikanischer Politiker und von 1883 bis 1885 Gouverneur des US-Bundesstaates Connecticut. Er war Mitglied der Demokratischen Partei.

## Frühe Jahre und politischer Aufstieg
Thomas MacDonald war ein Kind irischer Einwanderer, die vor seinem achten Lebensjahr gestorben sind. Robert Waller, ein Händler aus Connecticut, adoptierte ihn später. Thomas graduierte an der Bartlett High School, studierte anschließend Jura und bekam 1861 seine Zulassung als Rechtsanwalt. Während des Sezessionskriegs diente er als Freiwilliger im Unionsheer. Nach dem Krieg entschloss sich Waller dann, eine politische Laufbahn einzuschlagen. Er kandidierte 1867 für einen Sitz im Repräsentantenhaus von Connecticut und siegte. Waller hatte das Mandat auch noch einmal 1872 und 1876 inne, wobei er zuletzt auch als Speaker fungierte. Er war auch zwischen 1870 und 1871 als Connecticuts Secretary of State tätig, sowie zwischen 1873 und 1879 als Bürgermeister von New London.

## Gouverneur von Connecticut
Waller gewann 1882 die Gouverneursnominierung der Demokraten und wurde im selben Jahr zum Gouverneur von Connecticut gewählt. Während seiner Amtszeit befürwortete er die Zunahme inländischer Bauprojekte durch die Steigerung des Budgets sowie die Anhebung der Grundsteuer. Allerdings war er infolge einer republikanischen Parlamentsmehrheit  erfolglos damit. Waller scheiterte ebenfalls 1884 bei seinem Wiederwahlversuch.

## Weiterer Lebenslauf
Nachdem er sein Amt verlassen hatte, wurde er zum Generalkonsul in London ernannt, eine Stellung, die er zwischen 1885 und 1889 innehatte. Waller besuchte und sprach auch bei der Democratic National Convention von 1896.
Thomas M. Waller verstarb am 24. Januar 1924 und wurde anschließend auf dem Cedar Grove Cemetery in New London beigesetzt. Er war mit Charlotte Bishop verheiratet. Das Paar hatte sechs Kinder.